# El noi lleó
El noi lleó (en xinès simplificat: 雄狮少年; xinès tradicional: 雄獅少年; pinyin: Xióngshī Shàonián) és una pel·lícula xinesa de comèdia dramàtica animada per ordinador del 2021, sota la direcció de Sun Haipeng. S'ha doblat al català.

## Sinopsi
La dansa del lleó és una tradició molt important en les celebracions de l'Any Nou xinès perquè aquest felí representa la força i el coratge. El jove Gyun decideix convertir-se’n en ballarí per atraure una noia que ha conegut. Un vell shifu (mestre) que de jove havia estat un ballarí excel·lent, pot ensenyar-li a ell i als seus amics Kat i Doggie aquesta majestuosa tècnica, si superen els dubtes, el ridícul i el classisme.

## Polèmica
Un tràiler d'El noi lleó va causar controvèrsia a Weibo per ser ofensiu a causa dels ulls exageradament inclinats percebuts dels caràcters xinesos. El productor Zhang Miao va defensar el disseny dels personatges com a confiança estètica en contraposició a un disseny occidental tradicional de personatges asiàtics en animació.

## Rebuda
La pel·lícula va ser àmpliament elogiada malgrat la seva modesta recaptació de taquilla.